# Tanycolagreus
Genre
Espèce
Tanycolagreus est un genre de dinosaures théropodes du Jurassique supérieur retrouvé en Amérique du Nord.

## Histoire
En 1995, la compagnie Western Paleontological Laboratories, Inc. découvre le squelette partiel d'un petit théropode dans la formation de Morrison, dans la partie Ouest du Bone Cabin Quarry (en), comté d'Albany (Wyoming). Le spécimen est d'abord associé au Coelurus, mais des études subséquentes pointent plutôt une nouvelle espèce, qui sera nommée Tanycolagreus topwilsoni en 2001 et décrite par Kenneth Carpenter, Clifford Miles et Karen Cloward en 2005. Le nom générique est tiré du grec τανυ~ (tany~, « long »), κῶλον (kolon, « membre ») et ἀγρεύς (agreus, « chasseur »). Le nom spécifique a été donné en l'honneur de George Eugene "Top" Wilson, le père d'un mécène ayant soutenu les recherches.

L'holotype, TPII 2000-09-29, fait partie de la collection du Thanksgiving Point (en) Institute, Inc. et est exposé au North American Museum of Ancient Life de Lehi (Utah). On associe le paratype AMNH 587 au genre, recueilli en 1903 par Henry Fairfield Osborn et associé au Ornitholestes hermanni. Deux autres fossiles sont associés à Tanycolagreus : UUVP 2999, un prémaxillaire retrouvé en 1974 et d'abord associé au Stokesosaurus clevelandi et USNM 5737, retrouvé avant 1920 au Colorado et référé au Coelurus.

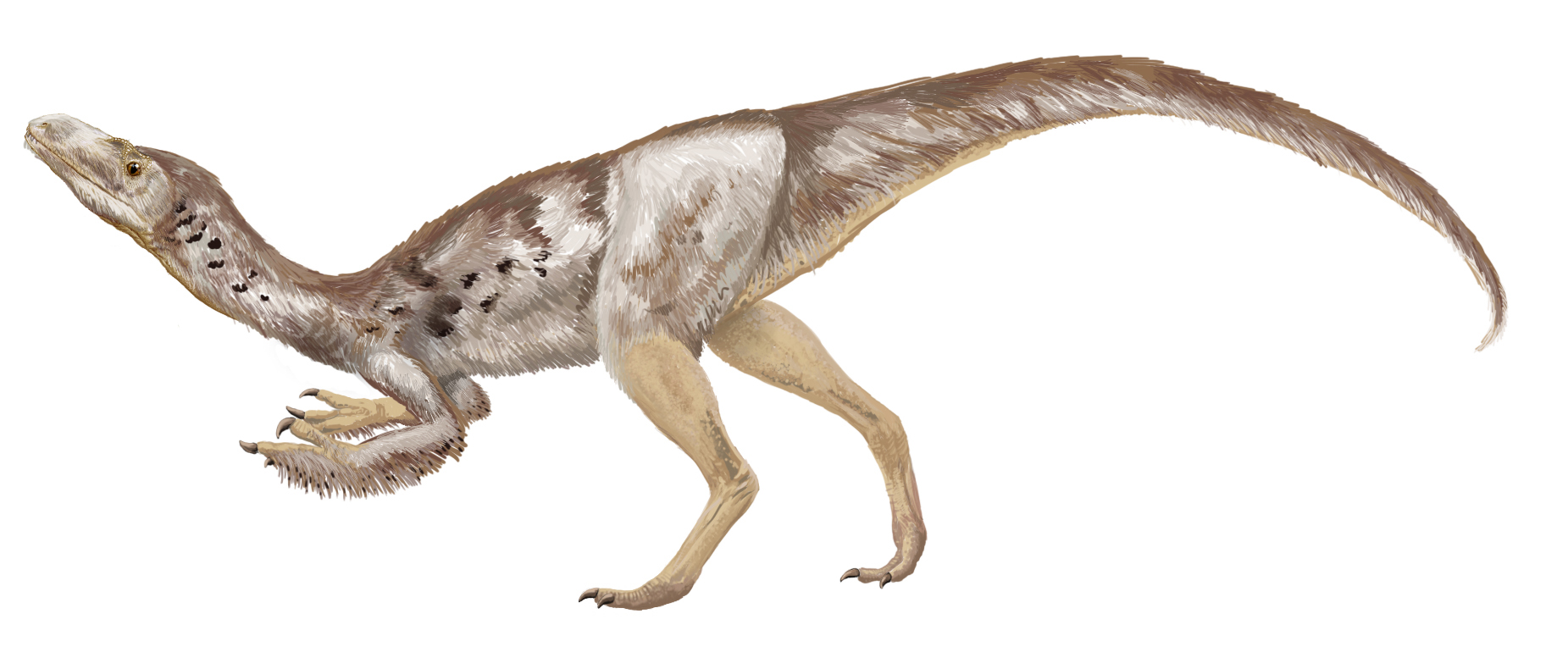
Reconstitution